# Oedothorax gibbifer
Oedothorax gibbifer är en spindelart som först beskrevs av Kulczynski 1882.  Oedothorax gibbifer ingår i släktet Oedothorax och familjen täckvävarspindlar. Inga underarter finns listade i Catalogue of Life.